# Hästholm, Estland

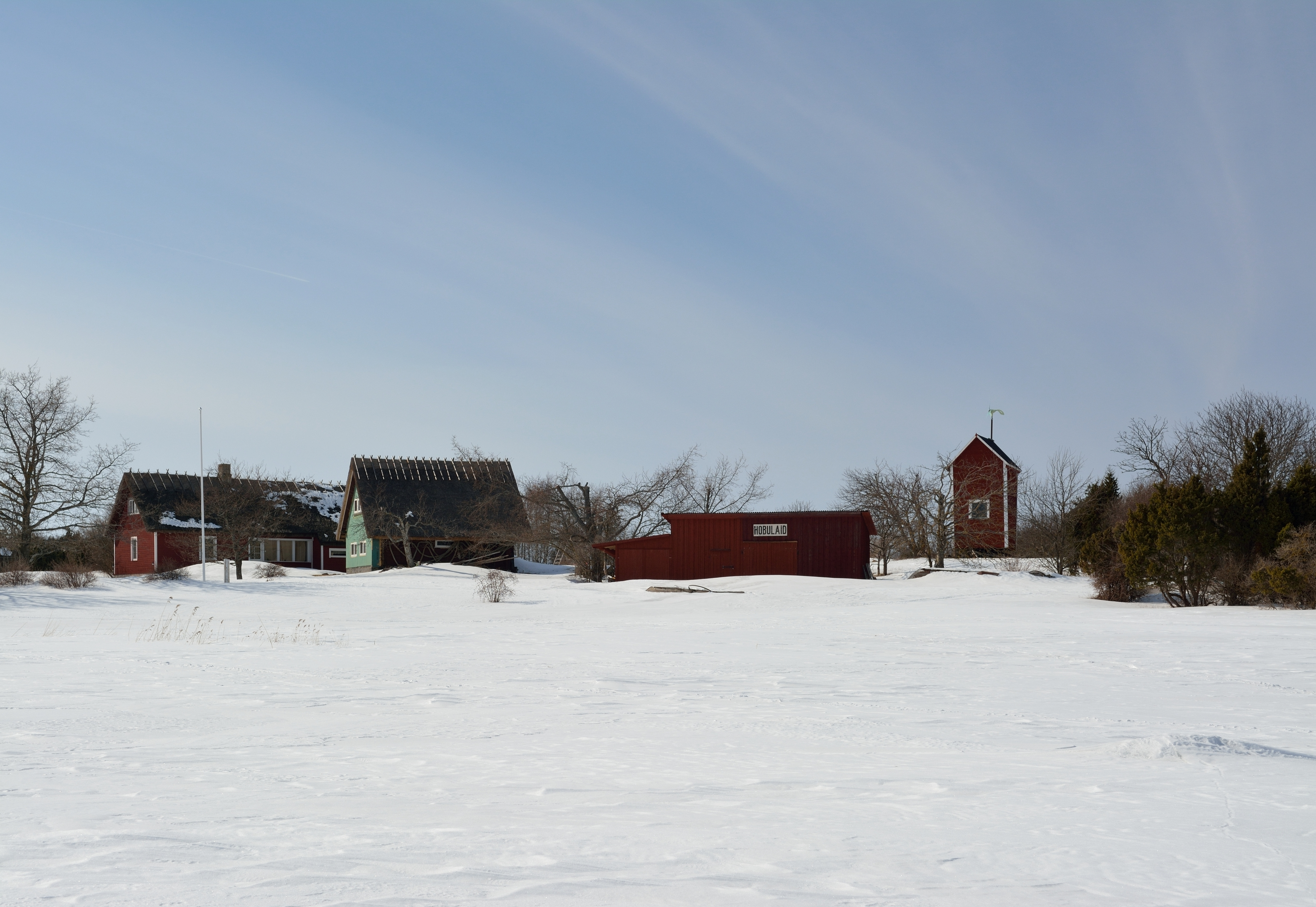
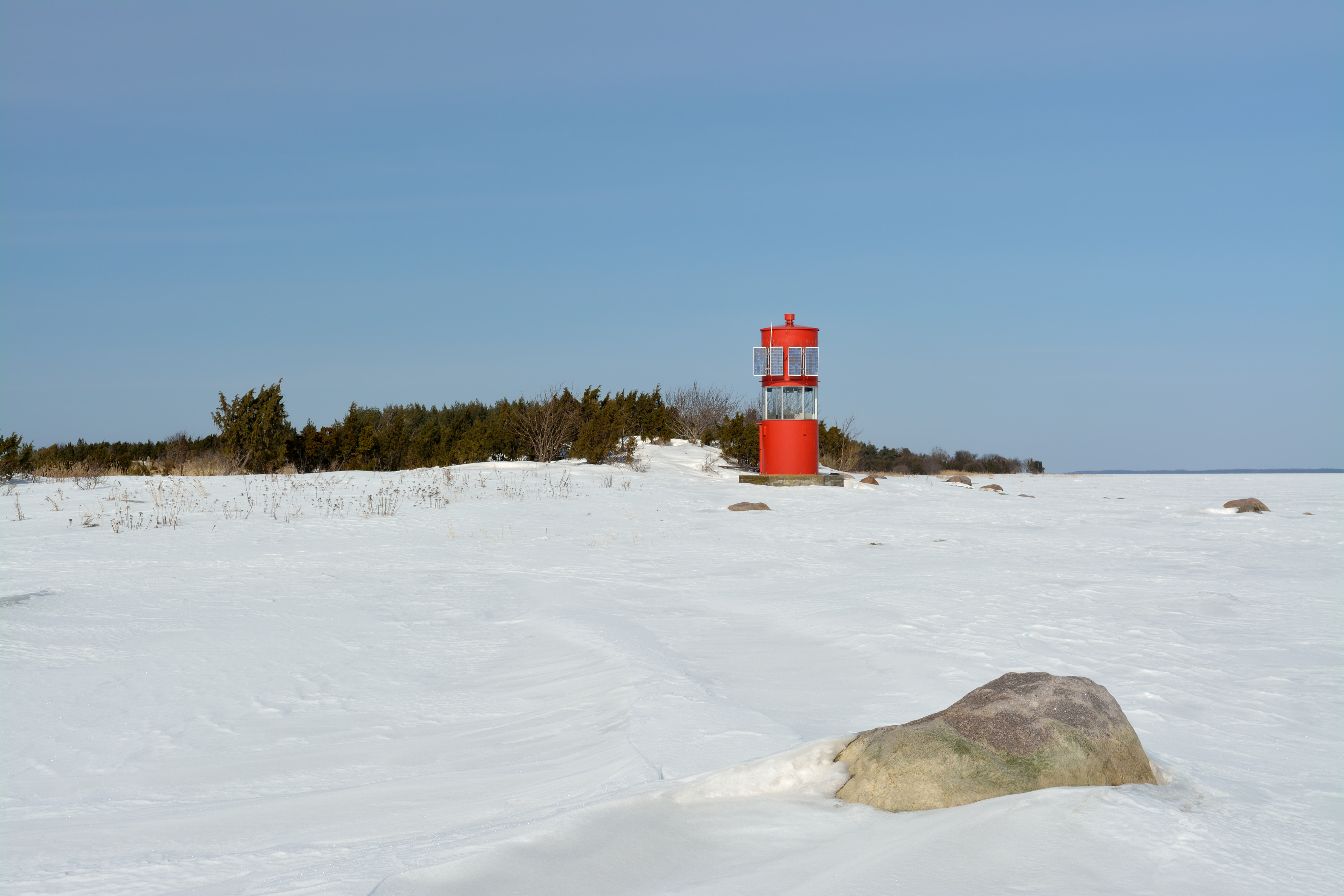

Hästholm (estniska Hobulaid) är en ö i Moonsund utanför Estlands västkust. Den ligger i Ridala kommun i Läänemaa, 100 km sydväst om huvudstaden Tallinn. Arean är 0,89 kvadratkilometer.
Hästholm ligger mellan Ormsö och färjefästet Rus på det estniska fastlandet. Den högsta punkten ligger 6,6 meter över havet.  
Ön nämndes för första gången 1391 och har ett förflutet med svensktalande invånare. Under medeltiden hörde Hästholm till biskopsstiftet Ösel-Wiek med säte i Hapsal. I dag är ön ett viktigt ställe för flera fågelarter.
På den södra delen av Hästholm finns en 13 meter hög fyr som är i bruk. Fyren administreras av Estlands maritimadministration och byggdes 1934.
Nära Hästholm finns de små öarna Uppholm (estniska Obholmsgrunne), Odrarahu och Varsarahu.
Inlandsklimat råder i trakten. Årsmedeltemperaturen i trakten är 5 °C. Den varmaste månaden är augusti, då medeltemperaturen är 17 °C, och den kallaste är januari, med −8 °C.